# Dziewiąty rząd Izraela
Dziewiąty rząd Izraela – rząd Izraela, sformowany 17 grudnia 1959, którego premierem został Dawid Ben Gurion z Mapai. Rząd został powołany przez koalicję mającą większość w Knesecie IV kadencji, po wyborach w 1959 roku. Funkcjonował do 2 listopada 1961, kiedy to powstał kolejny rząd również pod przywództwem Dawida Ben Guriona.